# Leonard-Helie Pompadour
Leonard-Helie, markiz de Pompadour – francuski arystokrata i dyplomata.
W roku 1714 został desygnowany na ambasadora Francji w Madrycie, nie został tam jednak wysłany z uwagi na sprzeciw księżnej des Ursins – wszechwładnej na madryckim dworze.
W roku 1718 zaaresztowany w związku z udziałem w spisku, który zorganizował hiszpański poseł w Paryżu Antonio del Giudica, Książę Cellamare. Cellamare planował obalić regenta Francji Filipa Orleańskiego i przygotować tron Francji dla Filipa. Hiszpańskiemu posłowi pomagał nienawidzący regenta Ludwik August Burbon, Książę du Maine.
Loenard-Helie nie był spokrewniony z mieszczką Madame de Pompadour, która po 1745 roku otrzymała ziemie należące do rodziny markiza i związany z tym tytuł szlachecki.